# Doesn't Mean Anything
Singles de Alicia Keys
Superwoman
(2008) Try Sleeping with a Broken Heart
(2009)
Doesn't Mean Anything est une chanson enregistrée par la chanteuse américaine Alicia Keys, et c'est le premier single extrait de son 4e album studio The Element of Freedom. La chanson a été écrite et produite par Keys et son partenaire de longue date Kerry "Krucial" Brothers, et elle parle de l'importance de l'amour contre le matérialisme et les faux besoins.
Le titre est sorti le 15 septembre 2009 sur le site internet officiel d'Alicia Keys et a atteint avec succès le top ten des charts dans plusieurs pays, notamment en Belgique, en Allemagne, au Japon, en Suisse, et au Royaume-Uni. Bien qu'il n'ait pas connu un grand succès aux États-Unis, Doesn't Mean Anything a réussi à atteindre le numéro quatorze au Billboard Américain Hot 100 (R&B/Hip-Hop).

## Genèse
Keys décrit la chanson comme « très différente – on aurait dit que vous vous envolez. La chanson a cet unique effet de piano, avec l'intense sensation du tambour au fond... ». Alicia élabore aussi le sens de la chanson en disant: « Vous rêvez d'avoir toutes ces choses, vous rêvez d'aller à tous ces endroits. Mais quel est le point de le faire, de l'avoir… si la personne avec qui vous avez envie d'être n'est pas là ? »

## Sortie et performance
La chanson est sortie pour la 1re fois, à travers la chaîne YouTube d'Alicia Keys, le 22 septembre 2009, après l'avoir chantée au MTV Video Music Awards (2009). Le single est ensuite sorti sur le iTunes Store durant la même date, et a fait ses débuts sur le Billboard Hot 100 R&B/Hip-Hop Songs au numéro 32, avant de grimper à la 14e place. Le single a également fait ses débuts sur le Billboard Hot 100 au numéro 61, ce qui en fait son plus haut placement, après No One, qui avait débuté au numéro 71. Le titre est également apparu sur le Canadian Hot 100 au numéro 66. Bien qu'il ait connu un bon départ sur les charts, Doesn't Mean Anything, a chuté trop vite au Billboard Hot 100, contrairement aux premiers singles des autres albums d'Alicia Keys.
Doesn't Mean Anything a été publié le 30 novembre 2009 au Royaume-Uni. Keys a interprété la chanson à l'émission The X Factor le 29 novembre 2009, avec un mélange de Empire State of Mind (Part II) Broken Down et No One. Il fait ses débuts à la 8e place sur les charts britanniques (R&B/ Hip-Hop), avant de devenir la 4e chanson la plus écoutée durant quatorze semaines.

## Réception
La chanson a reçu des revues positives chez la majorité des critiques musicaux. Mariel Concepcion du magazine Américain Billboard a donné à la chanson une appréciation positive, en commentant que «Une femme vraiment sûre d'elle se laisse vulnérable au bon moment» et compare favorablement la titre aux chansons précédentes d'Alicia Keys No One et Superwoman et en estimant que les «comparaisons sont plus que les bienvenues», car, comme Keys le comprend si bien : «tout le monde a besoin d'amour, peu importe la façon dont ils peuvent être indépendants». 
Nick Levine de Digital Spy a donné la chanson une revue favorable, en disant que «la production est classique et sans gimmick, le chœur a la même sensation intemporelle qui a transformé No One et If I Ain't Got You dans les normes modernes, et le tout respire la classe, la manière dont un brie mûr suinte la bonté Cheesey», avant d'ajouter «les mots classiques » et «intemporels» qui «s'appliquent aux paroles de trop». 

## Clip vidéo
Dès les premières images du clip-vidéo, la chanteuse nous livre son état d'esprit : « Cette ville magnifique semble vide, il y a tous ces gens dans le monde et vous pouvez quand même vous sentir [toujours] seul. Quel est l'intérêt de tout avoir si c'est sans la personne que vous aimez. Parfois, vous avez juste besoin de tout recommencer pour pouvoir vous envoler à nouveau. »
Le ton de la chanson et de la vidéo est ainsi posé. Alicia évolue seule tout au long du clip, d'abord dans un magnifique loft mais qui se vide peu à peu, puis on se retrouve dans un désert qui n'accueille que son piano. La chanteuse met en scène sa solitude. Le passage dans le désert n'est pas facile, mais Alicia met finalement en avant son optimisme qui, s'il ne peut déplacer des montagnes, peut au moins lui donner l'énergie de les franchir pour essayer de renaître un peu. 
Le clip vidéo de Doesn't Mean Anything a été tourné les 27-28 septembre 2009,., et a été réalisé par PR Brown. et il a été publié le 19 octobre 2009.
Dans les coulisses de la vidéo, Keys a expliqué la représentation de la scène où elle était en train de grimper la montagne, en disant : « car nous avons tous des montagnes à gravir dans notre vie vous savez. Et vous pouvez atteindre le sommet, vous pouvez monter et vous pouvez le faire. Et pendant que vous observez le paysage [lorsque vous arrivez au sommet], la question est Tu vas voler ou tu vas tomber ? Et je vais voler, et nous avons tous nous envoler. » 
Le clip vidéo a été classé au n ° 42 au top 100 des vidéos de l'année 2009 par le BET's notorized.

## Liste des pistes
CD et téléchargement au Royaume-Uni
1. Doesn't Mean Anything  – 4:35
2. Dreaming – 4:33

CD single aux États-Unis
1. Doesn't Mean Anything (Radio Edit) – 3:53
2. Doesn't Mean Anything – 4:36
3. Doesn't Mean Anything (Instrumental) – 4:38
4. Dreaming – 4:26

## Classement hebdomadaire
| Classement (2009)                       | Meilleure position |
| --------------------------------------- | ------------------ |
| Allemagne (Media Control AG)            | 8                  |
| Autriche (Ö3 Austria Top 40)            | 15                 |
| Belgique (Flandre Ultratip 100)         | 10                 |
| Belgique (Wallonie Ultratop 50 Singles) | 22                 |
| Espagne (PROMUSICAE)                    | 22                 |
| Canada (Hot 100)                        | 66                 |
| États-Unis (Hot 100)                    | 60                 |
| États-Unis (R&B/Hip-Hop Songs)          | 14                 |
| Europe (Hot 100)                        | 15                 |
| France (SNEP Téléchargement)            | 17                 |
| Irlande (IRMA)                          | 34                 |
| Italie (FIMI)                           | 20                 |
| Japon (Hot 100)                         | 3                  |
| Pays-Bas (Nederlandse Top 40)           | 27                 |
| Nouvelle-Zélande (RMNZ)                 | 22                 |
| Tchéquie (IFPI Rádio)                   | 31                 |
| Royaume-Uni (UK Singles Chart)          | 8                  |
| Slovaquie (IFPI Rádio)                  | 31                 |
| Suisse (Schweizer Hitparade)            | 5                  |